# Genadiusz Mnich

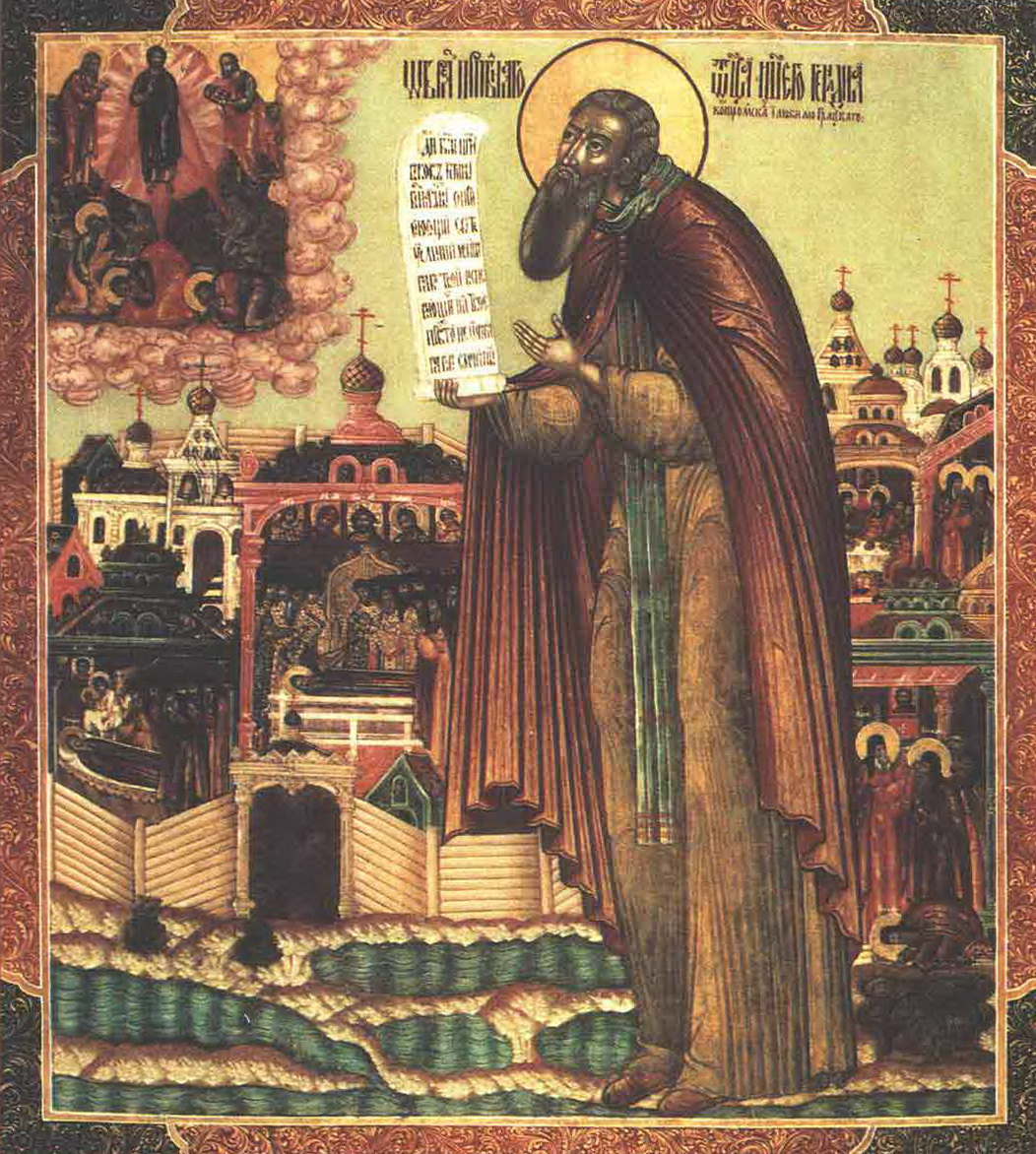
Ikona z XVIII w. przedstawiająca św. Genadiusza

Genadiusz Kostromski i Lubimogradzki, mnich (cs. Prepodobnyj Giennadij Kostromskoj i Lubimogradskij), święty Kościoła prawosławnego.

## Hagiografia
Urodził się na początku XVI w. w Mohylewie w litewskiej rodzinie bojarskiej. Przed złożeniem ślubów zakonnych nosił imię Grzegorz. Już jako młody człowiek wyróżniał się bogobojnością i surowymi praktykami ascetycznymi. W nieokreślonym roku porzucił rodziców i udał się do Moskwy, by zostać mnichem. Najpierw przebywał u św. Aleksandra Swirskiego, który błogosławił Grzegorza, aby udał się do św. Korneliusza Komelskiego. Razem z nim przebywał przez wiele lat w pustelni, zanim złożył przed nim śluby zakonne z imieniem Genadiusz. Będąc już w podeszłym wieku, św. Korneliusz wraz z Genadiuszem założył monaster (nazwany Genadiuszowym) w głębi Puszczy Kostromskiej. Jego pierwszym przełożonym został sam Genadiusz, jednak – podobno z powodu intryg – porzucił monaster i założył kolejny, nad Jeziorem Surskim, w którym również został przełożonym.
Uważany był za cudotwórcę i przypisywano mu dar przepowiadania przyszłości. Jego kult rozwinął się natychmiast po jego śmierci.
Święty wspominany jest liturgicznie 23 stycznia i 23 maja (Sobór świętych rostowsko-jarosławskich).

## Ikonografia
W ikonografii święty przedstawiany jest w tradycyjny sposób, niczym szczególnym nie wyróżnia się od innych świętych mnichów. Ma średniej długości, jasnokasztanową brodę (na niektórych wyobrażeniach również długie, spadające na ramiona włosy) i czarny mniszy habit. Jedną rękę ma złożoną na piersi, w drugiej trzyma czotki. Na niektórych ikonach trzyma rozwinięty zwój ze słowami pouczenia.